# Piscu Rusului
Piscu Rusului – wieś w Rumunii, w okręgu Jassy, w gminie Dagâța. W 2011 roku liczyła 427 mieszkańców.